# Petter Carlsen

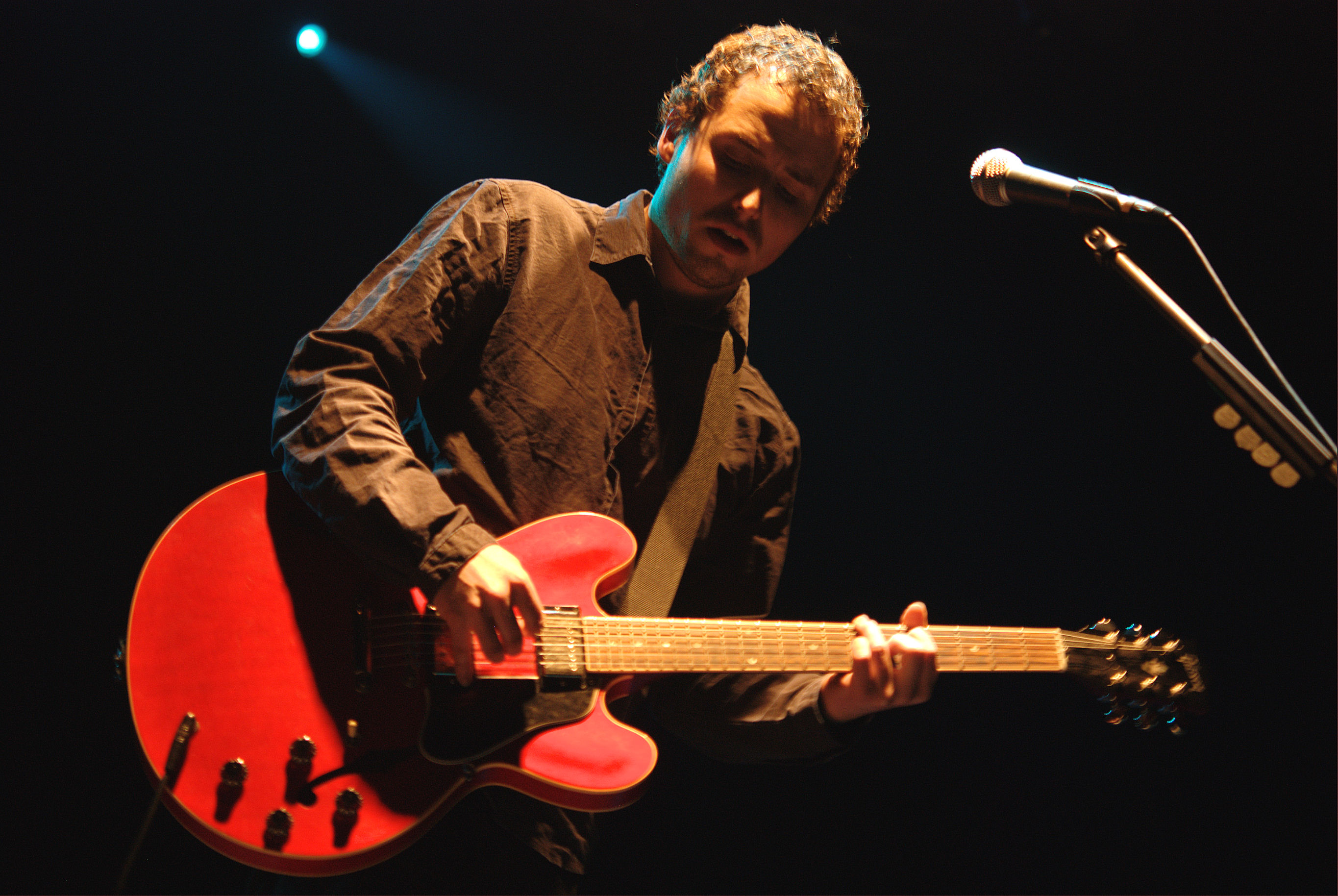
Petter Carlsen

Petter Carlsen (* 19. Dezember 1979 in Alta) ist ein norwegischer Rocksänger und Komponist.

## Werdegang
Im Alter von 15 Jahren begann Carlsen Gitarre zu spielen. Ein großer Einfluss dabei war das Lied Fade to Black von Metallica. Er spielte in den folgenden Jahren in verschiedenen Rockbands, bevor er Mitte der 2000er Jahre seine Solokarriere startete. Im Jahre 2006 erschien die EP A Taste of What’s to Come, die ihm einen Vertrag mit dem Plattenlabel EMI einbrachte. Drei Jahre später erschien das Debütalbum You Go Bird, das Platz 14 der norwegischen Albumcharts einbrachte. Zwei Jahre später folgte das Album Clocks Don’t Count, das im restlichen Europa über das britische Indielabel Function Records veröffentlicht wurde. 2014 erschien das dritte Studioalbum Sirens, gefolgt vom Album Glimt drei Jahre später. Seinen Stil als Solokünstler beschreibt Carlsen als alternative Popmusik.
Im Jahre 2013 gründete Carlsen zusammen mit dem Schlagzeuger Aleksander Kostopoulos die Band Pil & Bue (norwegisch für „Pfeil und Bogen“), die ein Jahr später in Eigenproduktion ihr Debütalbum Push Start Button veröffentlichten. Zwei Jahre später folgte das zweite Album Forget the Past, Let’s Worry About the Future. Die Musik von Pil & Bue wird als Mischung aus Psychedelic Rock, Grunge und Alternative Rock beschrieben.
Nachdem er im Jahre 2010 als Solokünstler im Vorprogramm von Anathema auf Europatournee gegangen war, trat Carlsen zwei Jahre später als Gastsänger auf Anathemas Album Weather Systems auf. 2013 traten Petter Carlsen zusammen mit Anathema-Sänger Vincent Cavanagh als Gastsänger bei dem Lied Welcome Change der deutschen Post-Rock-Band Long Distance Calling auf. Nachdem sich der Long-Distance-Calling-Sänger Martin Fischer entschloss, die Band nach den Aufnahmen für ihr fünftes Album Trips zu verlassen, verpflichtete diese Carlsen als seinen Nachfolger. Carlsen ist allerdings kein festes Bandmitglied.
Darüber hinaus ist Petter Carlsen noch als Komponist tätig. So steuerte er z. B. gemeinsam mit Kjell Rune Myrland die Musik zu dem Film Kill Buljo bei.

## Diskografie
als Solokünstler
- 2006: A Taste of What’s to Come (EP)
- 2009: The Sound of You and Me (EP)
- 2009: You Go Bird
- 2011: Clocks Don’t Count
- 2014: You Begin Where Everything Ends (EP)
- 2014: Sirens
- 2017: Glimt

mit Long Distance Calling
- 2016: Trips

mit Pil & Bue
- 2014: Push Start Button
- 2016: Forget the Past, Let’s Worry About the Future

als Gastmusiker
- 2012: Anathema: „Untouchable Part 1 + 2“ auf dem Album Weather Systems
- 2014: Long Distance Calling: „Welcome Change“ auf dem Album The Flood Inside